# Булаховська Юлія Леонідівна
Юлія Леонідівна Булаховська (8 грудня 1930, Харків — 8 листопада 2021, Київ) — українська літературознавиця, мовознавиця, докторка філологічних наук, професорка, академікиня Академії наук вищої освіти України; провідна наукова співробітниця-консультантка Інституту літератури імені Т. Г. Шевченка НАН України.

## Життєпис
Народилася у Харкові, у родині професора, члена-кореспондента Академії наук СРСР, філолога-мовознавця Леоніда Арсенійовича Булаховського. Після початку німецько-радянської війни сім'я була евакуйована спочатку до міста Уфа, а в 1943 році родина перебралася до Москви.
Повернувшись після війни в Україну, і оселившись у Києві, Юлія продовжує навчання у школі. Закінчивши у 1947 році із золотою медаллю школу, вона вступила на російсько-слов'янське відділення філологічного факультету Київського державного університету імені Т. Г. Шевченка (польська група). Навчаючись протягом п'яти років за фахом «русистика і полоністика», дівчина ґрунтовно займалась науковою роботою і готувалась до вступу в аспірантуру за фахом «Історія польської літератури». Під час навчання в аспірантурі працювала над кандидатською дисертацією на тему «Творчість Елізи Ожешко кінця 1860-х — середини 80-х років XIX століття», яку успішно захистила у 26 років (1956).
Паралельно Юлія працювала старшим редактором у Київському видавництві «Держлітвидав України» (тепер — «Дніпро»), писала наукові праці, прозові та поетичні твори.
У 1985 році Юлія Булаховська захистила докторську дисертацію на тему «Польська поезія 40—70-х рр. XX ст. в її взаємодії із східнослов'янськими літературами (російською, українською, білоруською)»[джерело?] у Ленінградському державному університеті. У 1993 році отримала звання професора, а у 1998 — почесного академіка Академії наук вищої освіти України.
Померла після тривалої хвороби 8 листопада 2021 року. Похована разом з батьками на Байковому кладовищі.

### Родина
- Батько — Леонід Булаховський (1888—1961) — мовознавець-славіст, доктор філологічних наук.
- Мати — Тетяна Данилівна Булаховська-Іванова (1904—1989) — походила з інтелігентської родини заслуженого лікаря України Данила Михайловича Іванова. Здобувши дві освіти — філологічну та музичну (закінчила Харківський університет та Харківську консерваторію), вона працювала до війни професійною співачкою (контральто), а потім, захистивши кандидатську дисертацію як французький філолог, займалась науковою діяльністю.
- Колишній чоловік — Юрій Круть (1928—2023) — літературознавець, мовознавець, кандидат філологічних наук.
- Донька — Вероніка Ярмак (нар. 1961) — мовознавиця, доктор філологічних наук.
- Донька — Лариса Брідня (нар. 1970) — архітекторка, кандидат архітектури.
- Донька — Мирослава Карацуба (нар. 1973) — літературознавиця, кандидат філологічних наук.

## Нагороди і звання
Нагороджена медаллю Польської Народної Республіки «За заслуги перед польською культурою» (1976); Дипломом міністра закордонних справ Польщі «За поширення польської культури в світі» (1996); українським орденом «Ярослава Мудрого» (2006) за видатний здобуток в галузі науки і техніки 2006 року і «Гілкою золотого каштана» за літературну діяльність від Української асоціації письменників художньо-соціальної орієнтації 2007 року.

## Науково-педагогічна діяльність
Викладала зарубіжні, слов'янські літератури та українську мову: в КНУ імені Тараса Шевченка, в Соломонову університеті (м. Київ), у Київському славістичному університеті, у Київському педагогічному університеті ім. Б. Д. Грінченка, у Ніжинському державному університеті імені Миколи Гоголя.
Брала активну участь у підготовці наукових і викладацьких кадрів (Голова Державної комісії КНУ ім. Тараса Шевченка із випуску студентів-філологів (2007—2009); була керівником дипломних і дисертаційних робіт; виступала опонентом із захисту кандидатських і докторських дисертацій з філології).
Автор 13 наукових монографій і 500 статей у фахових наукових збірниках.

## Основні видання творів
- Вибрані твори. — К. : Вид. Вадим Карпенко, 2009. — 335 с.
- Избранные произведения. — К. : Изд. дом Д. Бураго, 2007. — 278 с.
- Курйози в розвитку «української славістики». — К.: КМЦ «Поэзия», 2006. — 28 с.
- Избранная лирика на русском и украинском языках. — К.: КМЦ «Поэзия», 2005. — Вып. 12.
- Королева Нора и другие. — К.: КМЦ «Поэзия», 2006. — 186 с.
- Из «тайн» Харьковского дома (фрагменты). — К. : КМЦ «Поэзия», 2003.
- Жди меня, и я вернусь… — К.: КМЦ «Поэзия», 2002. — 51 с.
- «Тайны» Банковского дома. — К. : КМЦ «Поэзия», 2002. — 113 с.
- Стихи (пейзажи, лирика, искусство). — К. : Изд. дом Д. Бураго, 2002. — 50 с.
- Вокруг утёсов Аюдага. — К. : КМЦ «Поэзия», 2001. — 44 с.
- «Волшебные» вещи и Нечто о птицах и животных. — К. : КМЦ «Поэзия», 2001. — 48 с.
- Зимний альбом. — К. : КМЦ «Поэзия», 2000. — 37 с.
- Урочище Ф. — К. : Созвучие, 1999. — 97 с.
- Харьковская старина. — К. : КМЦ «Поэзия», 2006. — 56 с.